# جامعه‌شناسی دین (کتاب وبر)
جامعه‌شناسی دین (به انگلیسی: Sociology of Religion) کتابی است که توسط ماکس وبر (۲۱ آوریل ۱۸۶۴–۱۴ ژوئن ۱۹۲۰) اقتصاددان و جامعه‌شناس آلمانی نوشته شده‌است. نسخه اصلی آن به زبان آلمانی بود.
ماکس وبر تأثیر کنش و انفعال مذهبی را مورد مطالعه قرار داد. او دین را صرفاً با طبقه‌بندی ادیان مختلف می‌بیند تا معنای ذهنی دین را به‌طور کامل برای فرد درک کند: (تفهم).
وبر با نگاه دقیق به دین به معنای علمی و عینی آن توجه می‌نمود و سعی می‌کرد قضاوت‌های ارزشی را نادیده بگیرد و دین را به عنوان آن دسته از پاسخ‌های انسانی درک کند که به مسایل اجتناب‌ناپذیر هستی مانند تولد، مرگ، بیماری، پیری، بی‌عدالتی، تراژدی و رنج معنا می‌بخشد. وبر در کتاب جامعه‌شناسی دین استدلال می‌کند اگر مردم اهداف خود را دنبال کنند، دین آن را تسهیل می‌کند.
او نشان می‌دهد چگونه باورهای مذهبی اولیه از کار افراد ماهر و کاریزماتیک ناشی می‌شود و چگونه اعمال آنها در نهایت به یک دین سیستماتیک و مبتنی بر کلیسا تبدیل می‌گردد - به عبارت دیگر چگونه دین با اقتدار کاریزماتیک شروع و به اقتدار سنتی تبدیل می‌شود زیرا دین افراد را قادر می‌سازد تا علایق خود را دنبال کنند. 
وبر باورمند بود مذهب سبب گسترش نظام سرمایه‌داری مدرن شد. او این موضوع را در کتاب «اخلاق پروتستان و روح سرمایه‌داری» نوشته و نشان می‌دهد چگونه باورهای دینی جهت نیروهای اقتصادی و فناوری را تعیین می‌کنند.
ماکس وبر دیدگاهی عینی و دور از سنت‌های جامعه‌شناختی نهاد دین دارد. بر خلاف مؤمنانی که سفر ایمانی باعث می‌شود دین خود را از درون بررسی کنند، او بیرون ایستاده‌است و به درون نگاه می‌کند. این دیدگاه منفصل و عینی از دین، مظهر عملکرد عینی و مدرنیستی دیدگاه جامعه‌شناختی دین امروزی است.